# 馮若愚
馮若愚（？—1625年），字明甫，號大咸，浙江寧波府慈溪縣人，明朝政治人物。

## 生平
二月二日生，治诗经。萬曆二十二年甲午科浙江乡试第十三名举人，二十三年（1595年）联捷乙未科二甲三十二名進士。大理寺觀政，二十四年四月授刑部山西司主事，二十六年审决江南，二十七年升员外郎、郎中，二十八年出任襄陽府知府，因得罪太监黄勋，遭其报复。三十五年，升湖广下江道副使。去職，四十六年十一月，起复为南京光祿寺少卿。天启二年四月，由南京光禄寺少卿升任南京太仆寺少卿。五年，以督催馬價卒于舟次。赠太常寺卿。

## 家庭
曾祖馮禾。祖父馮爕，累封中宪大夫知府。伯父馮叔吉，官至湖广布政使。父馮季兆（1537年-1587年），字汝行，嘉靖甲子举人，官工部司務。母钱氏，封孺人。慈侍下。弟馮若蒙。若愚娶顾琨之女，有子馮元颺、馮元飈。
從兄馮若吕（壬午舉人）、從弟馮若舒（壬辰進士、刑部主事）。